# 楊少懷
楊少懷（英語：Yang Shao-huai，1915年5月—1998年12月10日，聖名：安多尼），是天主教中國籍地下教會主教及方濟會會士，未獲中國政府承認。曾任漢口總教區助理主教 (1984年-1998年)。

## 生平
楊少懷出生於1915年5月，在中華民國湖北省。1946年在方濟會司鐸。
1949年10月1日，中國共產黨在中國大陸地區建立中華人民共和國，並開始針對天主教進行宗教迫害及打壓。1952年10月2日，義大利籍漢口總主教羅錦章與其他外國傳教士先後被中國政府驅逐出境。羅總主教臨被驅逐出境前，任命劉和德及楊少懷為代理主教。
由於楊少懷忠於教宗，拒絕服從中國官方組織中國主教團及加入愛國會。1954年1月17日，武漢市公安局查封武昌教區花園山聖家主教座堂，以「美國戰略特務」罪名逮捕武昌教區代理主教史憲章，漢口總教區代理主教楊少懷及聖母軍領導人陳良佑等人。後來楊少懷被審入獄，改革開放後才獲得釋放。
在1984年，楊少懷由地下教會團體李新生主教秘密祝聖，後獲時任教宗若望保祿二世任命為漢口總教區助理主教。但是，中國政府一直不承認他是漢口總教區正權總主教。
1980年代末，愛國會非法主教董光清獲得時任教宗若望保祿二世赦免及認可。1990年代起，楊少懷主教與董光清主教共同合作，管理武漢地上及地下教會。
1998年12月10日，楊少懷主教在中國湖北省病逝，終年83歲。